# Trigonopsis intermedia
Trigonopsis intermedia là một loài côn trùng cánh màng trong họ Sphecidae, thuộc chi Trigonopsis. Loài này được de Saussure miêu tả khoa học đầu tiên năm 1867.